# لی آن براون
لی آن براون (انگلیسی: Leigh Ann Brown؛ زادهٔ ۱۷ اوت ۱۹۸۶) بازیکن فوتبال اهل ایالات متحده آمریکا است.
از باشگاه‌هایی که در آن بازی کرده‌است می‌توان به باشگاه فوتبال فیلادلفیا ایندپندنس، آتلانتا بیت، گلد پراید، و اف سی کانزاس سیتی اشاره کرد.
وی همچنین در تیم ملی فوتبال زنان ایالات متحده آمریکا بازی کرده‌است.